# AdGuard
AdGuard（アドガード）は、広告ブロックを主目的とするソフトウェア製品群である。広告ブロック機能のほか、プライバシー保護機能などもある。Microsoft Windows、Linux、Mac OS X、Android、iOSの各プラットフォームを対象にしたクロスプラットフォームのユーティリティであり、不要な広告、ポップアップ、バナー、トラッキング、卑猥なコンテンツ、マルウェア、フィッシングなどからユーザーを保護する。また、最も広く利用されているブラウザであるMozilla Firefox、Google Chrome、Opera、Safari、Yandex、Microsoft Edgeの拡張機能としても利用することができる。なお、製品群の中には、オープンソースソフトウェアとシェアウェアの双方が含まれる。2018年には500万人以上もの人々がAdGuardを使用していると報告されている。 
開発元のAdGuard Software Limitedは2009年に設立されており、2014年からはキプロスにて法人化し本社を移転、営業している。また、365日24時間のサポートを提供している。

## ソフトウェア展開
AdGuardの製品には、いくつかのブラウザ拡張機能とサーバーサイドソリューションが含まれている｡ 
- AdGuardホーム - この製品はDNSの要求を遮ってフィルタリングを行う[8]。   またDNSサーバーとして機能し[9][10]、ホームネットワーク内のすべてのデバイスにおいて、ブラウジングを追跡するサーバーに接続することを防ぐ｡
- AdGuardブラウザ拡張 - この拡張機能は、ビデオ広告、インタースティシャル広告、フローティング広告、ポップアップ、バナー、テキスト広告をブロックする[11]。また、アンチアドブロックスクリプトに対応することができる[12]｡ この製品によってスパイウェアはブロックされ、悪意のあるWebサイトにユーザーがアクセスしようとしているときは、警告によって知らされる｡
- Windows用AdGuard
- Android用AdGuard - Android版AdGuardは、Googleの方針により、2014年末にGoogle Playでの配布が中止になった。しかし、Android版のAdGuardアプリは現在も更新中であり、公式Webサイトからダウンロードできる[13]。
- Mac用AdGuard
- iOS用AdGuard - iOS版のAdGuardは、Appleのポリシーにより2018年夏以降更新がしばらくされていなかったが、Appleがポリシーを元に戻したため、大型アップデートがされた[14][15]｡
- iOS Pro用AdGuard
- Android TV用AdGuard - Android TV用のAdGuardは、Google Playでは配布されておらず、TV BroブラウザでのダウンロードまたはAndroid Debug Bridge経由でインストールすることができる[16]。
- AdGuard Content Blocker
- AdGuard DNS - この製品はAdGuardの無料サービスで、DNSレベルで広告、オンライントラッカー、分析システムを簡単にブロックすることができる。また、この製品はDNSCrypt、DNS-over-HTTPS、およびDNS-over-TLSの亜種を提供する。このため、すべてのDNS要求を暗号化しDNSスプーフィングもしくは、他の方法による傍受や変更を回避することができる。AdGuard DNSには、アダルトコンテンツを含むWebサイトへのアクセスをブロックする機能や、オプションの保護モードの機能があり、Google検索で安全な検索を強制することができる[17]。 また、AdGuard DNSサーバーを設定しているデバイスが広告リクエストを送信するたびに、DNSサーバーは空の応答で対応することで、リクエストが広告サーバーに到達することを防ぐことも可能である[18]。

## 研究活動
AdGuard開発者は、自社製品の開発のほかにも、ユーザーのプライバシー、サイバーセキュリティ、そしてデータ保護についてより多くのユーザーに知らせるために、以下のような問題について非営利で調査研究を行っている。
- 偽の広告ブロックソフト[19][20]
- Facebook 広告ネットワークの広範囲に及ぶ配布[21][22]
- 人気のあるAndroidおよびiOS アプリのプライバシー問題[23][24][25][26]
- クリプトジャッキングに関与する一流のWebサイト[27][28][29]

## 評価
AdGuardを肯定的に評価する業界誌が複数存在する。AdGuard社は2018年9月にハッカーによる攻撃を受けたものの、すべてのパスワードを即座にリセットすることで製品の利用者を保護することができた。また、三大広告ブロックコミュニティ（Easylist、AdGuard、uAssets）の全てでコミット権限を持つ2023年現在で唯一の人物として知られるYuki2718は、デバイス全体をカバーできる点、ステルスモード、ユーザースクリプトなどの機能が搭載されている点、サイトの外見を丁寧に整えることができる点、不具合が少ない点などを他の広告ブロックソフトにはない利点として評価しており、特にモバイルでは最良の選択肢としてAdGuardを挙げている。